# Кузнецово (Чернушинский район)
Кузнецово — деревня в Чернушинском районе Пермского края. Входит в состав Етышинского сельского поселения.
Находится в 17 км к югу от центра города Чернушки. Чтобы добраться до д. Кузнецово из г. Чернушка, необходимо проехать населённые пункты: с. Тауш, д. Таныпские Ключи, проехать мост через р. Быстрый Танып, за мостом, через 500 метров, будет д. Кузнецово, большая часть которой расположена по правую сторону дороги. Северо-западная часть деревни Кузнецово, обращённая в сторону с. Тауш, состоит из нескольких дворов, которые ранее в ходили в д. Ведерниково, но в связи с тем,  что в 70-е годы прошлого века большая часть населения покинула её, деревни Ведерниково не стало, её остатки влились в д. Кузнецово. 

## Население
В 2005 году численность населения составляла 87 человек.
По результатам переписи 2010 года численность населения составила 65 человек, в том числе 33 мужчины и 32 женщины.
Значительную часть населения д. Кузнецово в летнее время (с конца апреля по конец сентября) составляют жители г. Чернушка, которые в своё время приобрели дома жителей деревни или построили сами для использования в качестве дач.